# Sarah Dars
Pour les articles homonymes, voir Dars.
Sarah Dars est une universitaire et romancière contemporaine française, spécialiste de l’Inde, également auteure de romans policiers ethnographiques.

## Sa vie
Elle est la fille de Max Guedj, héros de la France libre tué au combat, et la femme du sinologue Jacques Dars. Elle a suivi des études de lettres puis de langues et civilisations orientales (hébreu, grec, russe, mongol). Après avoir voyagé en ex-Union soviétique et en Mongolie, elle publie en 1979 le volume de la collection Petite Planète  consacré à la Mongolie.
Professeur de français, elle part ensuite pour le Koweït. Pendant cette période, elle voyage en Irak, en Iran, en Afghanistan, au Pakistan et en Inde. Après cette découverte de l'Inde, elle ne cesse de la sillonner. Peu à peu, ses séjours touristiques alternent avec des séjours scientifiques, pendant lesquels elle étudie le Sâmkhya  ou le Vedânta. C'est dans le sud de l'Inde, où elle a vécu, qu'elle situe les intrigues de ses romans policiers, parus aux Éditions Philippe Picquier.

## Ses inspirations
Au-delà de sa connaissance de l’Inde, Sarah Dars a beaucoup lu tous les genres de polars Hammett, Agatha Christie, J.H. Chase, Van Dine, Stout, Van de Wetering, Stanley Gardner, Ellroy, Harvey, Crumley, P. Cornwell, P. Highsmith, P.D. James... et bien sûr, les polars dits ethnographiques de Van Gulik, Upfield, Hillerman, Kemelman ou H.R.F. Keating, dont les romans se déroulent également en Inde.

## Les thèmes présents dans ses romans
- La médecine ayurvédique
- La musique
- Le kalaripayatt
- Les sujets de société : les injustices dont sont encore victimes les femmes indiennes, les discriminations sociales, raciales, religieuses, le travail des enfants, le racisme, l'environnement, les OGM...

## Ses romans

### Les enquêtes du brahmane Doc
- Bengal hot, une enquête du brahmane Doc
- Coup bas à Hyderâbâd, une enquête du brahmane Doc
- La Morte du Bombay Express, une enquête du brahmane Doc
- Malabar Connection, une enquête du brahmane Doc
- Nuit blanche à Madras, une enquête du brahmane Doc
- Pondichéry Blues, une enquête du brahmane Doc
- Ramdam à Mahâbalipuram, une enquête du brahmane Doc
- Rififi à Ooty, une enquête du brahmane Doc
- Des Myrtilles dans la yourte

### Le personnage principal de ses romans, Doc
La quarantaine, il est petit, mince et vif. Agile, remuant, il portait des lunettes dans le premier roman, mais elles ont disparu. Sa chevelure abondante, son teint sombre (qui le complexe parfois alors que c'est magnifique) le rendent très séduisant. Il est malin, savant, insouciant. Bref, c'est un séducteur et un curieux infernal. On ne le voit jamais sans son parapluie. C'est un gourmet, un mélomane et un champion de kalaripayatt.  